# Trực Ông Đức Cử
Trực Ông Đức Cử (zh. 直翁德擧, ja. Jikiō Tokkyo, ?-?), còn được gọi là Nhất Cử, là Thiền sư Trung Quốc đời Nguyên, thuộc phái Hoằng Trí, tông Tào Động. Sư từng đến tham vấn nơi Thiền sư Đông Cốc Minh Quang và đại ngộ, được vị này ấn khả. Sau khi đắc pháp, sư trụ trì tại Thiên Ninh tự ở Minh Châu, Triết Giang và truyền bá tông Tào Động. Sư có nhiều đệ tử, trong đó xuất chúng nhất là Thiền sư Đông Minh Huệ Nhật và Vân Ngoại Vân Tụ.